# Branda de Lucioni
Branda de Lucioni, detto Brandaluccioni o Brandalucioni (Winterberg, 1740 – Vicenza, 23 agosto 1803), è stato un militare italiano in forza all'esercito austriaco; fu a capo degli insorti nell'insorgenza anti-napoleonica degli anni 1796-1799 in Piemonte.

## Biografia
Figlio secondogenito di Giuseppe Lucioni, tenente dell'esercito austriaco originario di Abbiate Guazzone, e di Francesca Uslenghi, originaria di Castiglione Olona, fu educato dallo zio paterno Pietro Lucioni, parroco di Limido Comasco. Si arruolò diciassettenne nell'esercito austriaco. Nel 1773 sposò a Gallarate Maria Teresa Landriani, figlia del conte Pietro Paolo e nipote di Marsilio Landriani.
Ex ufficiale dell'esercito austriaco e prigioniero dei francesi nel 1796, fu condannato a morte e poi graziato. In occasione della campagna austro-russa del 1799 nel Nord Italia, Branda de' Lucioni si mise al comando delle colonne dirette in Piemonte. Vedendo che la popolazione era insorta contro gli occupanti francesi, prese il comando delle operazioni. Si autodefinì "comandante dell'ordinata Massa cristiana", emanò proclami e costituì di fatto un esercito personale (i "brandalucioni", come furono chiamati). 
Il quartier generale della Massa cristiana venne posto nei pressi di Torino: Lucioni e i suoi effettuarono continue sortite, provocando i francesi che occupavano la Cittadella. Pasquale Fiorella, il comandante della piazza, sembrò non curarsi della Massa di Lucioni: tentò di tranquillizzare la popolazione con diversi proclami, definendo in maniera sprezzante Lucioni e gli insorti come semplici briganti.
Lucioni riuscì a tenere sotto scacco i francesi, ponendo di fatto l'assedio a Torino fino all'arrivo degli austro-russi comandati da Suvorov. Una volta conquistata la città e cacciati i francesi, tuttavia, Lucioni venne scaricato dagli stessi alleati, che obbligarono i "brandalucioni" al disarmo. Branda de' Lucioni, insieme alle ultime sue forze, si diresse verso le montagne, inseguendo le ultime forze francesi. Dopo questi ultimi episodi, le sue tracce si perdono.